# علم الحشرات الجنائي

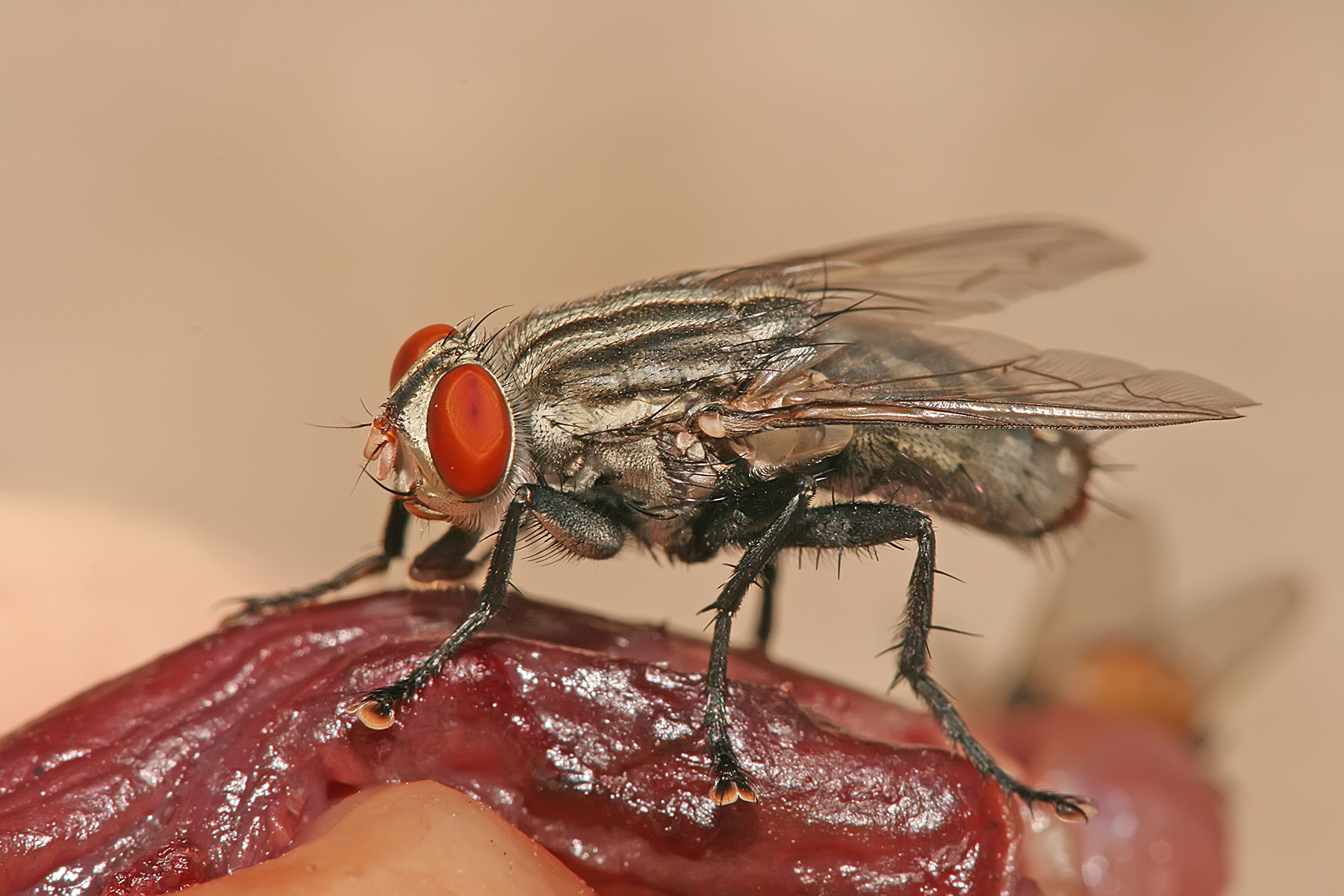

علم الحشرات الجنائي (بالإنجليزية: Forensic entomology)‏ هو دراسة الحشرات وغيرها من المفصليات لتطبيقها على الشؤون الجنائية.
ويتضمن هذا العلم تطبيق دراسة المفصليات والحشرات والعناكب والديدان الأليفة والقشريات على القضايا الجنائية والشرعية.
يرتبط هذا العلم في الأغلب بتحقيقات الوفاة، ولكنه قد يستخدم لاكتشاف المخدرات والسموم، وتحديد مكان الحادثة، واكتشاف الجروح ووقت حصولها. يمكن تقسيم علم الحشرات الجنائي إلى ثلاث أقسام: مدني، خاص بالمنتجات المخزنة، وطبي شرعي/جنائي.